# Кастельветрано (локомотивное депо)
Локомотивное депо Кастельветрано — предприятие железнодорожного транспорта в городе Кастельветрано (станция Кастельветрано итал. Stazione di Castelvetrano).

## Подвижной состав
- Паровоз Gruppo 410
- Паровоз Gruppo 625
- Паровоз Gruppo 740
- Паровоз Gruppo R401
- Паровоз Gruppo R302
- Автомотриса RALn60
- Тепловоз FS RD.212
- Тепловоз FS RD.142